# Willis (Oberstaufen)
Willis (mundartlich: Wiləs, uf Wiləs nüf) ist ein Gemeindeteil der Marktgemeinde Oberstaufen im bayerisch-schwäbischen Landkreis Oberallgäu.

## Geographie
Der Weiler liegt circa 1,5 Kilometer südwestlich des Hauptorts Oberstaufen oberhalb des Weißachtals. Nördlich von Willis verläuft die Queralpenstraße B 308.

## Ortsname
Der Ortsname stammt vom Personennamen Willī(n) und bedeutet Siedlung des Willī(n).

## Geschichte
Willis wurde erstmals urkundlich im Jahr 1387 erwähnt als Konz der Amman von Oberstaufen Güter zu dem Willis kauft. 1769 fand die Vereinödung des Ortes statt.

## Baudenkmäler
- Siehe: Liste der Baudenkmäler in Willis